# Queen Carola Harbour
Queen Carola Harbour (in der deutschen Kolonialzeit Königin Karolahafen oder Carolahafen genannt) ist eine Bucht im Nordwesten der Insel Buka in der autonomen Region Bougainville von Papua-Neuguinea.
Den westlichen Begrenzung der Bucht bilden die drei kleinen Inseln Entrance Island, Hetau Island und Pororan Island. Innerhalb des Hafens liegen die Inseln Harbor Island, Kulu Island, Monum Island und Pasu Island.

## Namensgebung
Im Januar 1883 segelte die kaiserliche Glattdeckskorvette Carola nach Buka, um nach einer verschwundenen französischen Expedition zu suchen, konnte die Entdecker aber nicht finden. Das Schiff blieb vom 20. bis 24. Januar in Buka und nutze für den Aufenthalt dort den zuvor nicht bekannten Naturhafen, der zu Ehren der Namensgeberin des Schiffes Carola von Wasa-Holstein-Gottorp, der damaligen (und letzten) Königin Sachsens, „Königin Karolahafen“ (engl. Queen Carola Harbour) benannt wurde.